# El Cuartón (Málaga)
El Cuartón es un barrio perteneciente al distrito de Churriana de la ciudad andaluza de Málaga, España. Según la delimitación oficial del ayuntamiento, limita al norte con el cementerio de Churriana y el barrio de La Tosca; al nordeste, con el barrio de Churriana; al este, con el barrio de Heliomar; al sur con el barrio de Finca La Hacienda; y al oeste con los barrios de Los Rosales y Los Jazmines.

## Transporte
En autobús queda conectado mediante las siguientes líneas de la EMT: 
| Línea | Trayecto                      | Recorrido | Frecuencia    |
| ----- | ----------------------------- | --------- | ------------- |
| 10    | Alameda Principal - Churriana | Recorrido | 25-30 minutos |